# TOI-1467
TOI-1467 — одиночная звезда в созвездии Андромеды на расстоянии приблизительно 122 световых лет (около 37,5 парсек) от Солнца. Визуальная звёздная величина звезды — +12,29m.
Вокруг звезды обращается, как минимум, одна планета.

## Характеристики
TOI-1467 — красный карлик спектрального класса M0,5V, или M1V, или M1, или M2V. Масса — около 0,49 солнечной, радиус — около 0,49 солнечного, светимость — около 0,0428 солнечной. Эффективная температура — около 3834 K.

## Планетная система
В 2021 году группой астрономов было объявлено об открытии планеты TOI-1467 b.